# 맨 인 블랙박스

《맨 인 블랙박스》는 SBS TV에서 매주 일요일 오후 8시 45분에 방송 중인 교양 프로그램이다.

## 프로그램 소개
블랙박스 영상 뒤에 숨어있는 숨겨진 이야기까지 철저하게 파헤쳐 시청자에게 전달해 재미와 감동 그리고 유익한 정보까지 전달하는 프로그램

## 개요
줄여서 맨블이라고도 부른다.

## 역사
- 2016년 8월 2일 : 파일럿 편성
- 2016년 8월 23일 ~ 2016년 11월 22일 : 첫방송되었고 매주 화요일 저녁 8시 55분에 정규 편성되었다.
- 2016년 11월 27일 ~ 2017년 10월 15일 : 매주 일요일 저녁 8시 45분에 시간대가 변경되어 방송되었다.
- 2017년 10월 21일 ~ 2018년 7월 8일 : 매주 토요일, 일요일 저녁 8시 45분에 주 2회 확대 편성의 이틀 동안 나누어 방송되었다.
- 2018년 7월 14일 ~ 2019년 2월 10일 : 매주 주말 저녁 8시 45분에 방송되었다.
- 2019년 2월 16일 ~ 2020년 9월 20일 : 매주 토요일, 일요일 저녁 8시 45분에 주 2회 확대 편성의 이틀 동안 나누어 방송되었다.
- 2020년 9월 26일 ~ 2021년 4월 11일 : 매주 토요일 저녁 8시 40분, 매주 일요일 저녁 8시 45분에 주 2회 확대 편성의 이틀 동안 나누어 방송되었다.
- 2021년 4월 17일 ~ 2021년 9월 18일 : 매주 토요일 저녁 8시 35분, 매주 일요일 저녁 8시 45분에 주 2회 확대 편성의 이틀 동안 나누어 방송되었다.
- 2021년 9월 26일 ~ 2021년 11월 7일 : 매주 일요일 저녁 8시 45분에 주 1회 확대 편성의 이틀 동안 나누어 방송되었다.
- 2021년 10월 4일 ~ 2021년 11월 2일 : 매주 월요일, 화요일 아침 8시 40분에 주 2회 확대 편성의 이틀 동안 나누어 방송되었다.
- 2021년 11월 13일 ~ 2022년 1월 23일 : 이 날짜부터 매주 토요일 저녁 8시 35분, 매주 일요일 저녁 8시 45분에 주 2회 확대 편성의 이틀 동안 나누어 방송되었다.
- 2022년 1월 30일 ~ 2024년 11월 24일 : 이 날짜부터 매주 일요일 저녁 8시 45분에 방송되었다.
- 2024년 12월 1일 ~ 현재 : 이 날짜부터 매주 일요일 스페셜이 방송되고 있다.

## 방송 시간

### 본방송
| 방송 채널 | 방송 기간                           | 방송 시간                               | 비고                |
| --------- | ----------------------------------- | --------------------------------------- | ------------------- |
| SBS TV    | 2016년 8월 2일                      | 매주 화요일 밤 8:55 ~ 10:00             | 파일럿 편성 (1부작) |
| SBS TV    | 2016년 8월 23일 ~ 2016년 11월 22일  | 매주 화요일 밤 8:55 ~ 10:00             | 정규 편성           |
| SBS TV    | 2016년 11월 27일 ~ 2017년 10월 15일 | 매주 일요일 저녁 8:45 ~ 밤 9:15         | 정규 편성           |
| SBS TV    | 2017년 10월 21일 ~ 2018년 7월 8일   | 매주 토요일 저녁 8:45 ~ 밤 8:55         | 확대 편성 (통합본)  |
| SBS TV    | 2017년 10월 21일 ~ 2018년 7월 8일   | 매주 일요일 저녁 8:45 ~ 밤 9:05         | 확대 편성 (통합본)  |
| SBS TV    | 2018년 7월 14일 ~ 2019년 2월 10일   | 매주 토요일, 일요일 저녁 8:45 ~ 밤 9:05 | 확대 편성 (통합본)  |
| SBS TV    | 2019년 2월 16일 ~ 2020년 9월 20일   | 매주 토요일 저녁 8:45 ~ 밤 9:00         | 확대 편성 (통합본)  |
| SBS TV    | 2019년 2월 16일 ~ 2020년 9월 20일   | 매주 일요일 저녁 8:45 ~ 밤 9:05         | 확대 편성 (통합본)  |
| SBS TV    | 2020년 9월 26일 ~ 2021년 4월 11일   | 매주 토요일 저녁 8:40 ~ 밤 8:55         | 확대 편성 (통합본)  |
| SBS TV    | 2020년 9월 26일 ~ 2021년 4월 11일   | 매주 일요일 저녁 8:45 ~ 밤 9:05         | 확대 편성 (통합본)  |
| SBS TV    | 2021년 4월 17일 ~ 2021년 9월 18일   | 매주 토요일 저녁 8:35 ~ 밤 8:55         | 확대 편성 (통합본)  |
| SBS TV    | 2021년 4월 17일 ~ 2021년 9월 18일   | 매주 일요일 저녁 8:45 ~ 밤 9:05         | 확대 편성 (통합본)  |
| SBS TV    | 2021년 9월 26일 ~ 2021년 11월 7일   | 매주 일요일 저녁 8:45 ~ 밤 9:05         | 확대 편성 (통합본)  |
| SBS TV    | 2022년 1월 30일 ~ 2024년 11월 24일  | 매주 일요일 저녁 8:45 ~ 밤 9:05         | 확대 편성 (통합본)  |
| SBS TV    | 2021년 11월 13일 ~ 2022년 1월 23일  | 매주 토요일 저녁 8:35 ~ 8:50            | 확대 편성 (통합본)  |
| SBS TV    | 2021년 11월 13일 ~ 2022년 1월 23일  | 매주 일요일 저녁 8:45 ~ 밤 9:05         | 확대 편성 (통합본)  |

### 스페셜
| 방송 채널 | 방송 기간              | 방송 시간                  | 비고               |
| --------- | ---------------------- | -------------------------- | ------------------ |
| SBS TV    | 2021년 10월 4일 ~ 현재 | 매주 평일 아침 8:40 ~ 8:50 | 확대 편성 (통합본) |
| SBS TV    | 2024년 12월 1일 ~ 현재 | 매주 일요일 밤 8:45 ~ 9:00 | 확대 편성 (통합본) |

## MC
| 대수 | 진행자 | 진행자 | 진행자 | 진행자 | 진행자 | 방송 기간                          | 방송 회차     |
| 대수 | 남성   | 남성   | 남성   | 남성   | 여성   | 방송 기간                          | 방송 회차     |
| ---- | ------ | ------ | ------ | ------ | ------ | ---------------------------------- | ------------- |
| 1대  | 성대현 | 한문철 | 김구라 | 최기환 | 빈칸   | 2016년 8월 23일 ~ 2016년 8월 30일  | 1회 ~ 2회     |
| 2대  | 빈칸   | 한문철 | 김구라 | 최기환 | 김선재 | 2016년 9월 6일 ~ 2016년 11월 22일  | 3회 ~ 14회    |
| 3대  | 빈칸   | 빈칸   | 김구라 | 최기환 | 김선재 | 2016년 11월 27일 ~ 2017년 9월 10일 | 15회 ~ 50회   |
| 4대  | 빈칸   | 빈칸   | 빈칸   | 최기환 | 빈칸   | 2017년 9월 17일 ~ 2021년 11월 20일 | 51회 ~ 448회  |
| 5대  | 빈칸   | 빈칸   | 빈칸   | 조정식 | 빈칸   | 2021년 11월 21일 ~ 2023년 6월 25일 | 449회 ~ 534회 |
| 6대  | 빈칸   | 빈칸   | 빈칸   | 이인권 | 빈칸   | 2023년 7월 2일 ~ 현재              | 535회 ~ 현재  |

## 내레이션
| 대수 | 성우   | 방송 기간                          | 방송 회차 |
| ---- | ------ | ---------------------------------- | --------- |
| 1대  | 안지환 | 2016년 8월 23일 ~ 2016년 11월 22일 | 1 ~ 14회  |
| 2대  | 서혜정 | 2016년 11월 27일 ~ 2017년 9월 10일 | 15 ~ 50회 |

## 코너

### 종영 코너
토요일
- 블박 X-파일
- 클로즈업
- 맨블 흥.신.소
- 사건 블REC
- 특별기획 장롱면허탈출 프로젝트
- 교통사고 설명서

일요일
- 목격자
- 트라우마
- 긴급점검
- 스키드마크
- 사건 블REC
- 이하 생략
- 이하 생략
- 방송사 사정상 이하 생략

교통 법안 이전 코너
- 유턴법정

## 시청률
- 일일 시청률 2.7% (2020년 5월 17일 기준)
- 주간 시청률 1.8% (2020년 5월 11일 ~ 2020년 5월 17일 기준)

## 편성 변경
- 2018년 2월 10일 : 《2018 평창 올림픽》 중계 방송으로 인해 밤 10시 45분에 방송 시간 변동
- 2018년 9월 1일 : 《2018 자카르타 아시안 게임》 중계 방송으로 인해 밤 11시 55분에 방송 시간 변동

## 결방
- 2017년 1월 1일 : 신년특집 《SBS 8 뉴스》 방송으로 인해 하루만 방송으로 인한 결방.
- 2017년 3월 12일 : 특집 《SBS 8 뉴스》 방송으로 인해 하루만 방송으로 인한 결방.
- 2017년 4월 23일 : 저녁 7시 55분에 방송되는 제 19대 대통령 선거 후보자 토론회 생방송 관계로 인하여 《SBS 8 뉴스》가 저녁 7시 10분에 시작해 45분여간 방송에 따라 결방.
- 2017년 5월 7일 : 저녁 8시 55분에 방송되는 제 19대 대선 방송연설 (더불어민주당 문재인 후보) LIVE 관계로 인하여 《SBS 8 뉴스》가 55분여간 방송사 사정상 따라 결방.
- 2017년 8월 20일 : 저녁 8시에 방송되는 제 19대 대선 방송연설 문재인 대통령 취임 100일 대국민 보고대회 LIVE 관계로 인하여 《SBS 8 뉴스》가 60분여간 방송에 따라 결방.
- 2017년 9월 3일 : 특집 《SBS 8 뉴스》 북한 특집으로 인한 결방.
- 2017년 11월 25일 : 제38회 《청룡영화상》 시상식 중계방송으로 인한 결방.
- 2018년 2월 17일 ~ 2월 24일 : 《2018 평창 올림픽》 중계방송으로 인한 결방.
- 2018년 2월 25일 : 《2018 평창 올림픽》 폐막식 중계방송으로 인한 결방.
- 2018년 3월 18일 : 《2018 평창 패럴림픽》 폐막식 중계방송으로 인한 결방.
- 2018년 4월 28일 : 《SBS 8 뉴스》 남북정상회담 특집으로 인한 결방
- 2018년 5월 26일, 5월 27일 : 《SBS 8 뉴스》 2차 남북정상회담 특집으로 인해 결방
- 2018년 6월 16일 ~ 6월 23일 & 7월 7일 : 《2018 러시아 월드컵》 중계방송으로 인한 결방.
- 2018년 8월 19일 ~ 8월 26일 : 《2018 자카르타 아시안 게임》 중계방송로 인한 결방.
- 2019년 6월 30일 : 한미정상회담 특집 SBS 8 뉴스로 인한 결방.
- 2019년 9월 7일 : 태풍 링링 관련 특집 《SBS 8 뉴스》 방송으로 인해 하루만 방송으로 인한 결방.
- 2019년 11월 16일 ~ 11월 17일 : 《2012 프리미어》 리그 중계방송으로 인한 결방.
- 2020년 2월 22일 : 《SBS 8 뉴스 코로나19》의 인해 결방(ubc는 정세균 총리 담화 대신 광고로만 나왔다.)
- 2020년 10월 3일 : 추석특선영화 《82년생 김지영》 편성 관계로 인한 결방
- 2020년 12월 19일 : SBS 연예대상 시상식 중계방송으로 인한 결방
- 2021년 7월 24일 ~ 8월 8일 : 《2020 도쿄 올림픽》 중계방송으로 인한 결방.
- 2021년 12월 18일 : 《SBS 연예대상》 시상식 중계방송으로 인한 결방.
- 2021년 12월 25일 : 《SBS 가요대전》 중계방송으로 인한 결방.
- 2022년 2월 13일 : 《2022 베이징 동계 올림픽》 중계방송으로 인한 결방.
- 2022년 10월 30일 : 이태원 압사 사고 관련 특집 SBS 8 뉴스 편성 및 이태원 압사 사고 참사 여파로 인한 결방.
- 2022년 11월 27일 : 2022 카타르 월드컵 중계방송으로 인한 결방.
- 2023년 5월 7일 : 한일정상회담 관련 뉴스특보로 인해 런닝맨과 SBS 8 뉴스 지연방송으로 인한 결방.
- 2023년 7월 16일 : 집중호우 관련 특집 SBS 8 뉴스 편성으로 인한 결방.
- 2023년 9월 24일 ~ 2023년 10월 1일 : 항저우 아시안 게임 중계방송으로 인한 결방.
- 2025년 3월 2일 : 맨인블랙박스 재방송편성으로 인한 결방
- 2025년 6월 3일: 2025대통령선거 투표방송으로 인한 결방

## 특이 사항
- 원래 주말 오후 8시 45분에 방송되었지만 SBS가 《고호의 별이 빛나는 밤에》를 마지막으로 SBS 주말 특별 기획 드라마를 잠정 폐지한 데 이어 초록뱀미디어에서 외주 제작했던 《K팝스타 6 더 라스트 찬스》를 일요일 밤 2회 연속 편성되자, 2016년 11월 5일부터 토요일 2회 연속 편성으로 변경되었다.[1] SBS 주말 특별 기획 드라마는 토요일 오후 8시 45분부터 2회 연속 방송된 《언니는 살아있다》로 재개하였다.

- 이번 마지막 시즌는 가을 개편으로 매주 일요일 밤 시간대에 편성되어 2회 연속으로 방송되었으며 해당 프로그램의 신설에 따라 당초 주말 오후 8시 45분에 편성된 SBS 주말 드라마 《우리 갑순이》는 2016년 11월 5일부터 2017년 4월 8일까지 토요일 오후 8시 45분에 2회 연속 방송되는 형식으로 변경[2] 되었다.

## 경쟁 프로그램
- 한문철의 블랙박스 리뷰 (JTBC)